# جائزة فرنسا الكبرى 1962
جائزة فرنسا الكبرى 1962 هو سباق فورمولا 1 أقيم بتاريخ 8 يوليو 1962 في روان، فرنسا. كان الرابع من أصل 9 في بطولة العالم لسباقات الفورمولا واحد موسم 1962. حلّ الأمريكي دان جورني أولا.